# Bjärtrå landsfiskalsdistrikt
Bjärtrå landsfiskalsdistrikt var 1918–1964 ett landsfiskalsdistrikt i Västernorrlands län, bildat när Sveriges indelning i landsfiskalsdistrikt trädde i kraft den 1 januari 1918, enligt beslut den 7 september 1917. Den 1 januari 1965 avskaffades i Sverige samtliga landsfiskaler och landsfiskalsdistrikt, och deras arbetsuppgifter delades upp på de nyskapade indelningarna polisdistrikt, åklagardistrikt och kronofogdedistrikt.
Landsfiskalsdistriktet låg under länsstyrelsen i Västernorrlands län.

## Ingående områden
När Sveriges nya indelning i landsfiskalsdistrikt trädde i kraft den 1 januari 1952 (enligt kungörelsen 1 juni 1951) införlivades Nordingrå landsfiskalsdistrikt, samtidigt som landskommunerna Nora och Skog sammanslogs till Noraströms landskommun genom kommunreformen 1 januari 1952.

### Från 1918
- Bjärtrå landskommun
- Nora landskommun
- Skogs landskommun

### Från 1952
- Bjärtrå landskommun
- Noraströms landskommun (under perioden 1 januari 1952 till 17 januari 1952 benämnd Nora och Skog)
- Nordingrå landskommun
- Ullångers landskommun